# Champis
Champis település Franciaországban, Ardèche megyében. Lakosainak száma 659 fő (2022. január 1.). Champis Alboussière, Gilhoc-sur-Ormèze, Saint-Péray, Saint-Romain-de-Lerps és Saint-Sylvestre községekkel határos.

## Népesség
A település népességének változása:
| Lakosok száma | 488  | 332  | 407  | 543  | 601  | 614  | 623  | 616  | 616  | 659  |
|               | 1968 | 1982 | 1990 | 2006 | 2013 | 2015 | 2017 | 2019 | 2020 | 2022 |